# توشييا إيشي
توشييا إيشي (باليابانية: 石井 俊也) (19 يناير 1978 في فوجيدا في اليابان – )؛ هو لاعب كرة قدم ياباني سابق كان يلعب كلاعب وسط.

## وصلات خارجية
- توشييا إيشي على موقع رابطة كرة القدم اليابانية للمحترفين (اليابانية)
- توشييا إيشي على موقع Soccerway.com (الإنجليزية)
- توشييا إيشي على موقع عالم كرة القدم.نت (الإنجليزية)